# Claude Farron
Claude Farron (1935 ) es un botánico e ingeniero agrónomo suizo. En 1967, presentó y defendió la tesis doctoral: Contribution à la taxonomie des Ourateeae (Ochnaceae) d'Afrique, por la Facultad de Ciencias, de la Universidad de Neuchatel obteniendo el título de doctor en ciencias.

## Algunas publicaciones
- 1978. Zweites provisorisches Verzeichnis der Samensammlungen. Editor Botanisches Institut der Universität, 8 pp.
- 1977. The treatment of seed and seedling collections. Bauhinia 6 (1)
- 1976. Provisorisches Verzeichnis der Samensammlungen in Botanischen Gärten. Editor Botanisches Institut der Universität, 5 pp.

### Libros
- 1968. Contribution à la taxonomie des Ourateeae (Ochnaceae) d'Afrique. Editor	Univ. de Neuchâtel, 228 pp.
- 1967. Flore du Congo, du Rwanda et du Burundi: Spermatophytes. Ochnaceae / par P. Bamps. Genres Idertia, Rhabdophyllum et Campylospermum / par C. Farron. Con Paul Bamps. Editor Jardin botan. nat. de Belgique, 66 pp.
- 1963. Contribution à la taxinomie des Ourateae Engl. (Ochnacées). Vol. 10 de Travaux de l'Institut de Botanique de l'Université de Neuchâtel, Institut de Botanique (Neuchâtel). Ed. Büchler, 22 pp.

- La abreviatura «Farron» se emplea para indicar a Claude Farron como autoridad en la descripción y clasificación científica de los vegetales.[1]